# Skiset
Skiset est une marque spécialisée dans la location de matériel de ski et plus précisément dans la préparation des skieurs avec une charte technique basée sur trois principes :
- La durée de vie limitée des matériels proposés à la location : 2 ans pour les catégories Découverte et Sensation et 3 ans pour la catégorie Éco.
- La sécurité : matériel révisé, vérifié et entretenu après chaque location.
- Le réglage des fixations assuré par des professionnels.

Skiset est une marque de la société SPC -SKI COMPANY dont le siège social est situé dans les Bureaux de la Colline à Saint-Cloud dans les Hauts-de-Seine.
Elle a été créée en 1994 à l'initiative de plusieurs exploitants indépendants français et d'anciens champions de ski. D'autres exploitants et médaillés du ski français ont ensuite rejoint ce groupement de magasins. Parmi les grands noms du ski alpin qui ont rejoint Skiset, on retrouve ainsi Annie Famose, Léo Lacroix, Marielle Goitschel, Jean-Claude Killy, Franck Piccard ou encore Isabelle Mir.
À sa création, le réseau Skiset comptait 34 magasins. Il s'est ensuite développé en France, Autriche, Suisse, Andorre, Espagne, Italie, Allemagne, Bulgarie, Serbie, Slovénie, États-Unis et Canada et compte plusieurs centaines de magasins.

## Chronologie
Les dates importantes de la société sont :
- 1994 : création de la marque Skiset[1] ;
- 1995 : Skiset se lance sur le minitel avec 3615 Skiset[2] ;
- 2002 : Skiset lance son premier site de location de skis en ligne ;
- 2004 : Skiset devient un réseau européen avec l'adhésion des premiers exploitants étrangers ;
- 2009 : Skiset fait peau neuve avec une nouvelle identité visuelle, créée par Interbrand [3] ;
- 2011 : Skiset s'unit à Christy Sports pour s'ouvrir au marché nord-américain[4] ;
- 2013 : Skiset lance Skiset Holidays, un service de location d'hébergements à la montagne, et rachète la marque Skibed[5] ;
- 2014 : Skiset lance SK, sa marque d'équipements et d'accessoires de sports d'hiver[5] ;
- 2014 : Skiset rachète Coolsailing, spécialiste de la location de bateaux[5] ;
- 2014 : Skiset fête ses 20 ans et réunit à cette occasion les fondateurs de la marque à la salle Wagram[6] ;
- 2015 : Skiset rejoint le Club des Supporters des Équipes de France de Ski et Snowboard[7] ;
- 2015 : Skiset développe le Scan 3D du pied[8] dans son réseau de magasins
- 2016 : Skiset créé la Skiset Kids Academy[9] ;
- 2019 : SPC - SKI COMPANY créé la marque Netski.
- 2020 : Skiset (SPC - SKI COMPANY) se rapproche du groupe Go Sport et obtient l'utilisation de la marque Go Sport Montagne[10].
- 2021 : Skiset rachète le groupe SKi Break, propriétaire de la marque Skimium[11].